# 블라디미르 디슬옌코비치
블라디미르 디슬옌코비치(Vladimir Dišljenković, 1981년 7월 2일, 세르비아, 베오그라드)는 세르비아의 전 축구 선수로, 현역 시절 포지션은 골키퍼였다. 과거 세르비아 축구 국가대표팀에서 잠시 뛴 적이 있다.